# Grafmonument van de familie Van Houweninge
Het grafmonument van de familie Van Houweninge op het kerkhof bij het Laantje in de Nederlandse plaats Werkendam is een rijksmonument.

## Beschrijving
Het neogotische grafmonument werd rond 1851 opgericht in de noordwesthoek van de begraafplaats, op het graf van Gerardus van Houweninge, oud-burgemeester van Werkendam, en zijn vrouw Seijke Kuijck. Na hen werden ook familieleden in de grafkelder bijgezet.
Het met grind bedekte graf heeft een oppervlakte van circa 5 bij 5 meter groot en wordt omgeven door een zandstenen basement, waarop een ijzeren hek is geplaatst. Het hek, gedecoreerd met neogotische motieven, is circa 1,80 m hoog en aan alle zijden drie traveeën breed. Het kan aan de voorzijde worden geopend. Op de vier hoeken staan zuiltjes aangekleed met onder andere driepassen, kruisbloemen en wimbergen. De staande grafsteen is geplaatst aan het hoofd, tussen twee kolommen, en heeft een spitsboogbekroning met hogels.
Grafschrift

RUSTPLAATS
VAN
GERARD VAN HOUWENINGE,
OUD-BURGEMEESTER VAN WERKENDAM,
ALDAAR GEBOREN DEN 6DEN JANUARIJ 1762,
EN OVERLEDEN ALDAAR DEN 31STEN DECEMBER 1850
EN
ZIJNE ECHTGENOOTE, VROUWE SEIJKE KUIJCK,
GEBOREN TE WERKENDAM DEN 23STEN APRIL 1766,
EN ALDAAR OVERLEDEN DEN 18DEN JUNIJ 1843
EN
KINDEREN, BEHUWD- EN KLEIN KINDEREN

Familiewapens

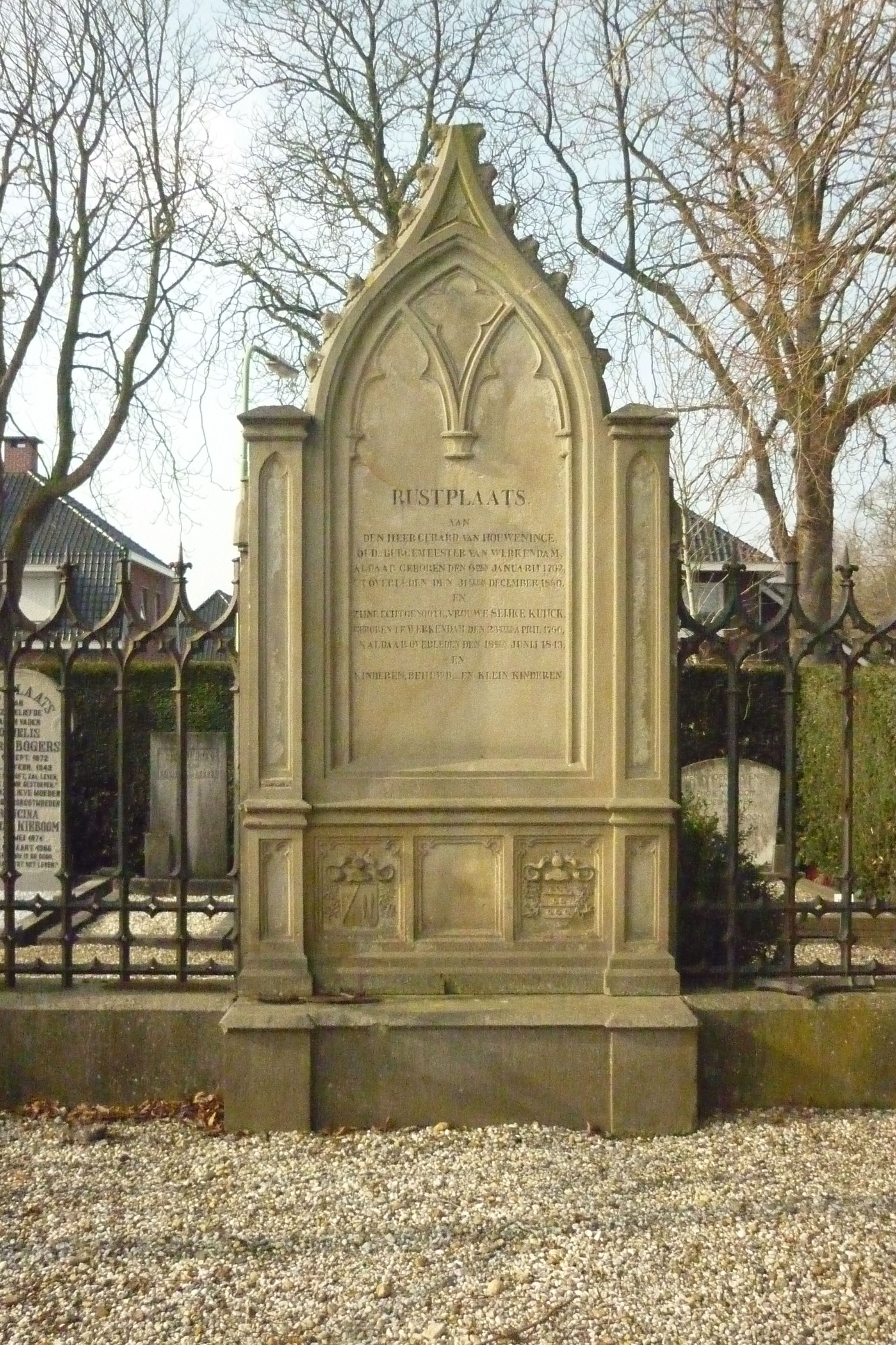
De staande steen

In de voet van de grafsteen zijn in reliëf de familiewapens van het echtpaar Van Houweninge-Kuijck geplaatst, met helm en dekkleed. Aan de linkerzijde het wapen Van Houweninge: gedeeld: I in blauw een zilveren linkerschuinbalk; II in rood twee afgewende gouden zalmen. Aan de rechterzijde het wapen Kuijck: in goud twee dwarsbalken, vergezeld van acht merletten (3-2-3), alles rood.

## Waardering
Het grafmonument werd in 2002 in het Monumentenregister opgenomen vanwege de "cultuurhistorische waarde als bijzondere uitdrukking van een sociale en geestelijke ontwikkeling, in het bijzonder de ontwikkeling van de protestantse grafcultuur, het is tevens van belang voor de typologische ontwikkeling van het grafmonument. Het heeft kunsthistorisch belang als kwalitatief hoogwaardig voorbeeld van toegepaste neogotische stijl in zowel het hekwerk als de grafsteen. Het heeft ensemblewaarden als onderdeel van een groter geheel dat cultuurhistorisch, architectuurhistorisch en stedenbouwkundig van belang is. Het is gaaf bewaard gebleven en typologisch zeldzaam."